# Patricio Rodé
Patricio Rodé (17 de marzo de 1936, Montevideo - 17 de noviembre de 2005, idem.) fue un abogado e intelectual católico uruguayo.

## Biografía
Era especialista en Derecho del Territorio, profesor titular de Arquitectura Legal de la Facultad de Arquitectura de la Universidad de la República y  ex- director general de la Unidad Central de Planificación Municipal de la Intendencia Municipal de Montevideo (IMM). Presidió el Comité Técnico de Alto Nivel del programa de urbanización en América Latina URB-AL de la Unión Europea, representando a la Intendencia de Montevideo.
Desde sus tiempos de estudiante universitario fue un militante universitario católico y un activo promotor del rol de los laicos en la Iglesia, acompañó activamente la renovación eclesial que orientó Mons. Carlos Partelli en Montevideo luego del Concilio Vaticano II. 
Desarrolló actividades  de promoción de los Derechos Humanos, del diálogo interreligioso e intercultural, en la lucha contra la pobreza y en favor del desarrollo sustentable.
Al momento de su muerte ocupaba el cargo de presidente del Pax Romana-Movimiento Internacional de Intelectuales Católicos.
Fue fundador del Centro de documentación social y pastoral Observatorio del Sur (OBSUR) y del Centro Unesco de Montevideo (CUM) e investigador del Centro Latinoamericano de Economía Humana (CLAEH).

## Obra
- Promoción del laicado (folleto de los Cursos de Complementación Cristiana", Montevideo, 1963)
- Presencia de la Iglesia (Enciclopedia Uruguaya no 37, Montevideo, 1969. Escrito junto al teólogo jesuita Juan Luis Segundo.)
- Las ideas sociales cristianas. La Teología de la Liberación (Bases de Nuestro Tiempo nº21, Montevideo.)
- Movimientos sociales urbanos en Montevideo (junto a Javier Marsiglia y Enrique Piedra Cueva. CLAEH, 1985.)

- Datos: Q6066772